# Saurauia tristyla
Saurauia tristyla är en tvåhjärtbladig växtart som beskrevs av Dc. Saurauia tristyla ingår i släktet Saurauia och familjen Actinidiaceae. Inga underarter finns listade i Catalogue of Life.